# Ligne Uno
La ligne Uno (宇野線, Uno-sen) est une ligne ferroviaire de la compagnie JR West, située dans la préfecture d'Okayama au Japon. Elle relie la gare d'Okayama à la gare d'Uno.
Depuis 2016, la ligne est également appelée ligne Uno-minato (宇野みなと線, Uno-minato-sen), littéralement la ligne du port d'Uno.

## Histoire
La ligne entre en service dans son intégralité le 12 juin 1910. Jusqu'à l'ouverture du grand pont de Seto en 1988, la ligne permettait aux trains d’accéder à Shikoku via un ferry entre Uno et Takamatsu.

## Caractéristiques

### Ligne
- Longueur : 32,8 km
- Ecartement : 1 067 mm
- Alimentation : 1 500 V par caténaire

### Gares

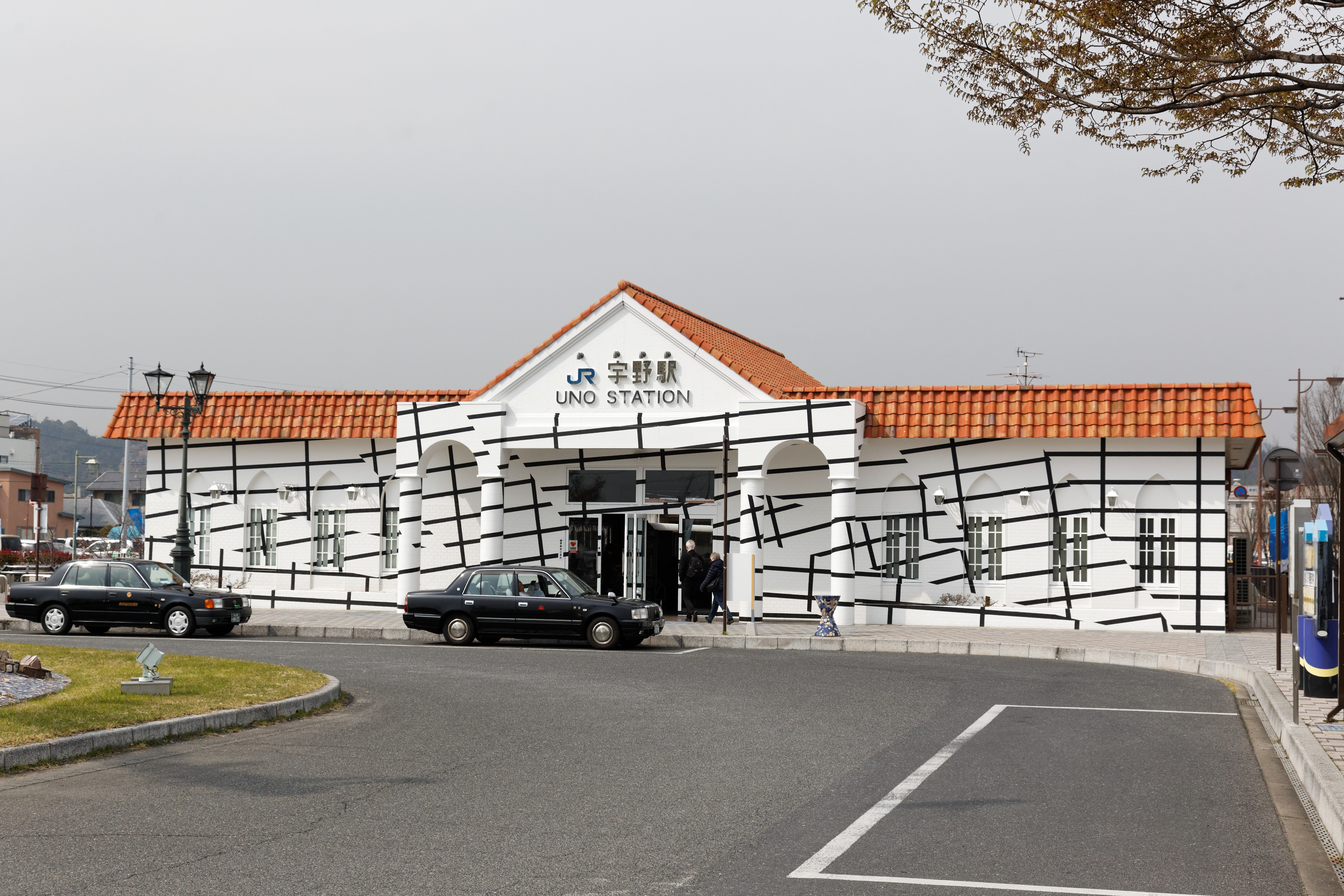
Gare d'Uno

| Gare            | Nom japonais | Distance depuis Okayama (km) | Correspondances                                                    | Localisation |
| --------------- | ------------ | ---------------------------- | ------------------------------------------------------------------ | ------------ |
| Okayama         | 岡山         | 0                            | JR West : Sanyō Shinkansen, Sanyō, Tsuyama, Kibi Tramway d'Okayama | Okayama      |
| Ōmoto           | 大元         | 2,5                          |                                                                    | Okayama      |
| Bizen-Nishiichi | 備前西市     | 4,5                          |                                                                    | Okayama      |
| Senoo           | 妹尾         | 8,5                          |                                                                    | Okayama      |
| Bitchū-Mishima  | 備中箕島     | 10,2                         |                                                                    | Okayama      |
| Hayashima       | 早島         | 11,9                         |                                                                    | Hayashima    |
| Kuguhara        | 久々原       | 13,2                         |                                                                    | Hayashima    |
| Chayamachi      | 茶屋町       | 14,9                         | JR West : Honshi-Bisan (interconnexion)                            | Kurashiki    |
| Hikosaki        | 彦崎         | 18,1                         |                                                                    | Okayama      |
| Bizen-Kataoka   | 備前片岡     | 20,9                         |                                                                    | Okayama      |
| Hazakawa        | 迫川         | 22,8                         |                                                                    | Okayama      |
| Tsuneyama       | 常山         | 24,1                         |                                                                    | Tamano       |
| Hachihama       | 八浜         | 26,6                         |                                                                    | Tamano       |
| Bizen-Tai       | 備前田井     | 30,3                         |                                                                    | Tamano       |
| Uno (ja)        | 宇野         | 32,8                         |                                                                    | Tamano       |